# Gespikkelde witkorst
Gespikkelde witkorst (Cliostomum griffithii) is een korstmossoort uit de familie Ramalinaceae.

## Determinatie
Uiterlijke kenmerken
Gespikkelde witkorst is een korstvormig korstmos. Het thallus kan qua kleur variëren van lichtgrijs, lichtgeel, lichtgroen tot blauwgrijs. Hij heeft gladde, gerimpelde of wrattige cortex (schorslaag). Apotheciën zijn eerst plat, blijft zo of wordt uiteindelijk convex, 0,2–0,8(–1,7) mm in diameter. De schijf heeft vaak meerdere kleuren binnen een apothecium. De kleur varieert van lichtroze, grijsviolet, paarsbruin of bruinachtig of paarsachtig zwart, of puur zwart (vaak gevlekt). Vaak met dunne witte pruina rand in gelijk kleur als het thallus. 
Pycnidiën zijn vaak overvloedig aanwezig, puntvormig, ingezonken in het substraat en 100–300 µm in diameter. Ze kunnen eenkamerig of meerkamerig zijn. Meestal beginnen ze eenkamerig, maar na verloop van tijd kan dit meer worden. Onduidelijk is waarom de Noord-Amerikaanse exemplaren worden gedomineerd door eenkamerige pycnidiën, terwijl heeft Europese materiaal meestal meerkamerige pycnidiën heeft.
Hij vertoont de volgende kleurreacties: K+ (thallus: lichtgeel, pycnidiumrand: paarsig), C-, KC-, P+ (lichtgeel).
Microscopische kenmerken
Een ascus heeft acht ascosporen. Deze zijn hyaliene, gesepteerd (1-septaat, zeer zelden 3-septaat), elke cel vaak met 1–3 oliedruppels, smal ellipsoïde of langwerpig, recht of licht gebogen en hebben de afmeting 8–16 × 3–5 µm. De pycnidiumsporen zijn druppelvormig tot bijna bacillevormig, enkelvoudig, 3–5 × 1,3–2 µm.

## Ecologie
Gestippelde witkorst is een epifyt op de bast van loofbomen, struiken en hakhout van bomen met een neutrale schors. Meestal op beschutte (droge) oostkant van bijvoorbeeld eik, populier en iep. 

## Verspreiding
Gespikkelde witkorst kent een kosmopolitische verspreiding. De soort komt voor in gebieden op een lage hoogte (tot ca. 500 m) in Noord-Amerika, Europa, Afrika, Oost-Azië en Australië. Hij is wijdverbreid langs de kust van Californië. In Nederland komt hij vrij algemeen voor langs de kust. Landinwaarts wordt hij wat minder vaak aangetroffen. Hij is niet bedreigd en staat niet op de Nederlandse Rode Lijst. 